# Gowdahalli, Srinivaspur
Gowdahalli là một làng thuộc tehsil Srinivaspur, huyện Kolar, bang Karnataka, Ấn Độ.